# 方花蛇
方花蛇（学名：Archelaphe bella）也称方花小头蛇、贝拉鼠蛇、丽锦蛇、方花丽斑蛇，一种分布于越南、老挝、缅甸和中国南方等地区的爬行动物，是游蛇科方花蛇属（Archelaphe）中唯一的一种。

## 分类变动
本种发表时被归入滑蛇属（Coronella）。1974年，中国学者丁汉波等将其改隶于小头蛇属（Oligodon）,此后中国大陆学者一直称其为方花小头蛇（Oligodon bella），并认为是中国特有种。2001年，有学者根据解剖特征及同工酶差异主张将其归入锦蛇属（Elaphe），但有学者基于分子系统学的研究认为它与锦蛇属其他种类关系也较远，不形成单系，因而建立了新属 Maculophis，将其更名为 Maculophis bellus。2015年蔡波等在进行中国爬行纲动物分类厘定时，采纳了德国学者克劳斯－迪特尔·舒尔茨（Klaus-Dieter Schulz）等的研究结果，将其纳入了方花蛇属（Archelaphe）。

## 形态特征
方花蛇头颈区分不明显，吻端圆钝。头部背腹面均为浅白色或黄色，躯干及尾背面以红褐色为主，排列有具黑、红褐和黄色相间构成的环斑纹。

## 保护
本种于2023年被收录入《有重要生态、科学、社会价值的陆生野生动物名录》。